# スタートレックに登場する勢力
スタートレックに登場する勢力（スタートレックにとうじょうするせいりょく）は、特撮テレビドラマ『スタートレック』シリーズに登場する複数の人種・星・宇宙域にまたがる勢力の一覧である。
（ ）内は登場作品を表す。TOS:『宇宙大作戦』、TMP:映画『スタートレック』、TNG:『新スタートレック』、DS9:『スタートレック:ディープ・スペース・ナイン』、VOY:『スタートレック:ヴォイジャー』、ENT:『スタートレック:エンタープライズ』、DSC:『スタートレック:ディスカバリー』、PIC: 『スタートレック:ピカード』。
『Star Trek Online』に登場する勢力についてはStar Trek Onlineを参照。

## 国家・政府機関・軍隊

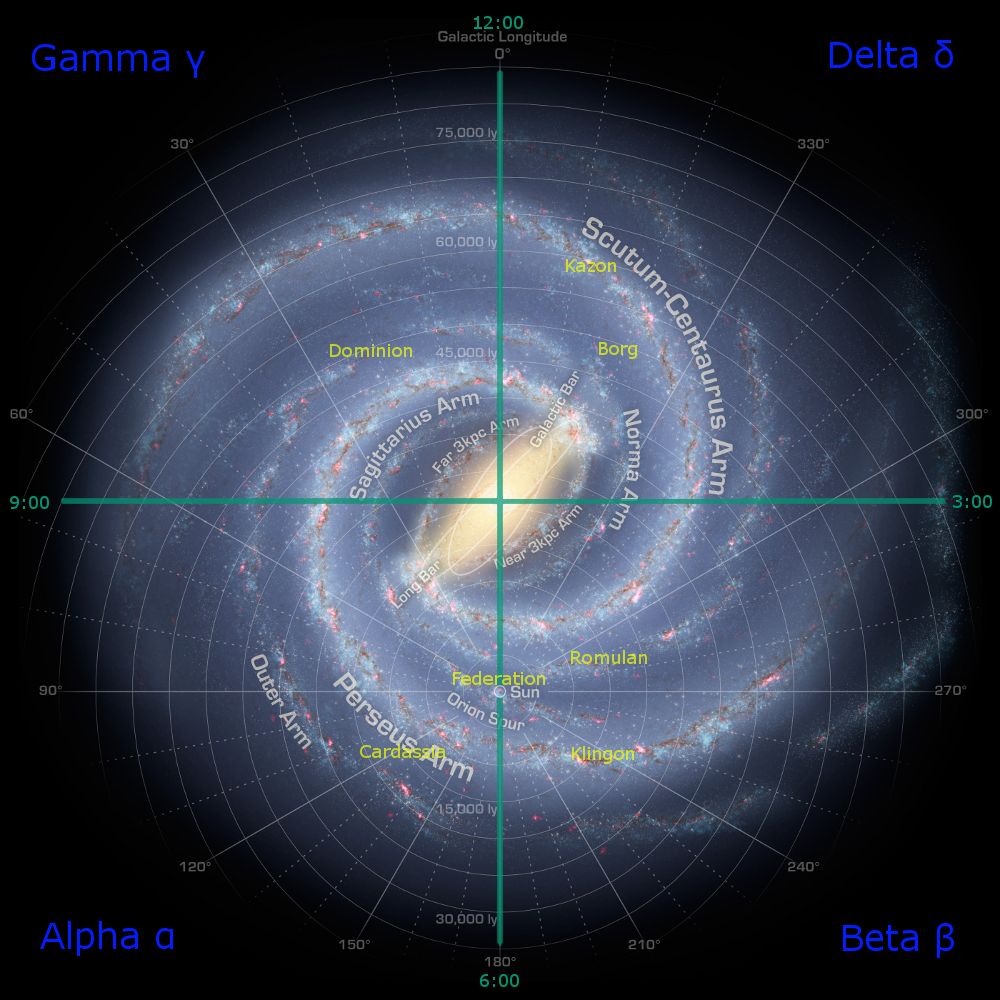

- アイコニア帝国（TNG、DS9） - 物語中ではすでに消滅しており言及のみ

### アルファ宇宙域およびベータ宇宙域
- シャリアック共同体（TNG） - 位置は明示されない。惑星連邦に隣接している。
- 惑星連邦[1]（TOS、TNG、DS9、VOY、TMP、DSC、PIC） - 加盟諸邦：地球連合（ENT、DSC）、バルカン最高司令部（TNG、ENT、TMP、DSC）、アンドリア帝国（ENT）ほか。アルファ宇宙域とベータ宇宙域の境界線近くが中心地。
  - 宇宙艦隊（TOS、TNG、DS9、VOY、TMP、DSC、PIC）
    - セクション31（DS9、ENT、TMP、DSC）

#### アルファ宇宙域
- カーデシア連合（TNG、DS9）
  - オブシディアン・オーダー（TNG、DS9、VOY）
- ズィンディ評議会（ENT）
- センケチ - 何度か言及されるが正史作品には直接登場しない勢力。惑星連邦と敵対しているらしい。
- ソリア連合（TOS、ENT）
- 第一連合（TOS）
- タレリア共和国（TNG）
- 地球連合（ENT、DSC、PIC） - "Confederation of Earth"と"United Earth"が登場するがそれぞれ別組織。日本語訳ではどちらも地球連合と訳している。
  - 地球連合宇宙艦隊（ENT） - 後に惑星連邦宇宙艦隊に発展解消。
- フェレンギ同盟（TNG、DS9）
- ブリーン連合（DS9）
- ベイジョー共和国（DS9）

#### ベータ宇宙域
- クリンゴン帝国（TOS、TNG、DS9、VOY、ENT、TMP、DSC）
- ゴーン・ヘゲモニー（ENT、PIC）
- ロミュラン星間帝国（TOS、TNG、DS9、VOY、ENT、TMP） - 後にバルカンと合併しニバーとなる。
  - タル・シアー（TNG、DS9、TMP、PIC）
    - ジャット・ヴァッシュ (PIC)

### ガンマ宇宙域
- ドミニオン（DS9）

### デルタ宇宙域
- クレニム帝国（VOY）
- デヴォア（VOY）
- ボーマー独立国（VOY）

### 鏡像宇宙
- テラン帝国（TOS、ENT、DSC） - 後にテラン共和国

### その他
- ケルバ帝国（TOS） - アンドロメダ銀河の勢力

## 非合法組織
- エメラルド・チェーン(DSC)
- オリオン（英語版）・シンジケート（TOS、DS9、ENT）
- テラ・プライム（ENT）
- テラン・リベリオン（DS9）
- マキ（TNG、DS9、VOY）

## 時間冷戦の勢力
- カバル（ENT）
- 球体創造者（ENT）
- ナクール（ENT）

## その他
- Q連続体（TNG、DS9、VOY）
- 監査官 (ウォッチャー) (TOS、PIC)
- ボーグ（TNG、DS9、VOY、ENT、TMP）

### デルタ宇宙域
- ケイゾンの各セクト - ケイゾン・ニストリムやケイゾン・オーグラ、ケイゾン・レローラやケイゾン・ポマーなど（VOY）
- ヒロージェン（VOY）